# موراي روس
موراي روس (بالإنجليزية: Murray Ross)‏ هو مصمم نيوزيلندي، ولد في 1950.

## روابط خارجية
- موراي روس على موقع أوليمبيديا (الإنجليزية)